# Southeast Flavel Street megállóhely
Southeast Flavel Street megállóhely a Metropolitan Area Express zöld vonalának, valamint a TriMet autóbuszainak megállója az Oregon állambeli Portlandben, az Interstate 205 és a vasúti pálya között folyó Johnson-pataktól délre.
Az Interstate 205 és a délnyugati Flavel utca kereszteződésében elhelyezkedő megálló középperonos kialakítású.

## Autóbuszok
- 19 – Woodstock/Glisan (Lincoln Memorial◄►Gateway Transit Center)[1]

| Előző állomás                           |  | Metropolitan Area Express |  | Következő állomás                                        |
| --------------------------------------- |  | ------------------------- |  | -------------------------------------------------------- |
| Lents/SE Foster Rdtovább PSU South felé |  | Zöld vonal                |  | SE Fuller Rdtovább Clackamas Town Center pályaudvar felé |

## Fordítás
- Ez a szócikk részben vagy egészben  a   Southeast Flavel Street MAX Station című angol Wikipédia-szócikk ezen változatának fordításán alapul.  Az eredeti cikk szerkesztőit annak laptörténete sorolja fel. Ez a jelzés csupán a megfogalmazás eredetét és a szerzői jogokat jelzi, nem szolgál a cikkben szereplő információk forrásmegjelöléseként.